# SKF (kogellagerfabrikant)
SKF, Svenska Kullagerfabriken AB (Zweeds voor: De Zweedse Kogellager Fabriek) is een in 1907 opgerichte, van oorsprong Zweedse, multinational die onder andere kogellagers, asafdichtingen en smeermiddelen produceert. Onder de vleugels van SKF is ook het automerk Volvo ontstaan en opgegroeid.

## Geschiedenis
De onderneming is opgericht op basis van de ontwikkeling van een kogellager met meerdere rijen kogels, die zelfrichtend is. Sven Gustaf Wingqvist verkreeg in 1907 het octrooi op dit product in Zweden (patentnummer 25406) en een tiental andere landen. De kogellager was een succes en in 1910 had het bedrijf 325 medewerkers en een filiaal in het Verenigd Koninkrijk. In 1912 had het bedrijf filialen in 32 landen en werkten er 21.000 medewerkers in de 12 fabrieken, waarvan de grootste in Philadelphia in de Verenigde Staten stond.

### Volvo
Assar Gabrielsson, verkoopmanager, en Björn Prytz, directeur, waren de oprichters van de automobieldivisie, de voorloper van de huidige AB Volvo en de Volvo Car Corporation. In het begin heeft SKF flink geïnvesteerd in de automobieltak; het bedrijf betaalde de productie van de eerste 1000 auto's, geproduceerd vanaf 1927 in Hisingen. SKF gebruikte voor de autotak het merk Volvo, oorspronkelijk bedoeld voor kogellagers voor de Amerikaanse markt, maar niet ten volle gebruikt. Volvo betekent in het Latijn "Ik rol", en was dus toepasbaar op kogellagers, maar ook op auto's. In 1935 zijn de SKF en de automobieltak Volvo gescheiden; vanaf dan gingen ze onafhankelijk van elkaar verder.
Tijdens de Tweede Wereldoorlog was Sven Wingvist CEO van SKF en Jacob Wallenberg lid van de raad van bestuur van het bedrijf. De multinational SKF had een monopolie in Europa en leverde kogellagers en kogellagermachines aan het Duitse leger, maar ook aan de geallieerden. De kogellagers van SKF vormden de belangrijkste strategische bijdrage van Zweden aan de Duitse oorlogsproductie. Toen dit niet meer legaal kon, werden de kogellagers naar Duitsland gesmokkeld. Nog in 1945 verkocht SKF kogellagerstaal en -machines aan Hitler.

## Activiteiten

SKF zelfrichtende kogellager

In 2017 was SKF naar eigen zeggen de grootste producent van kogellagers ter wereld. Ongeveer 48.000 werknemers werken in ongeveer 140 fabrieken, verspreid over 32 landen. Belangrijke klanten van SKF zijn, behalve de industrie in het algemeen, voertuigfabrikanten en vliegtuigmotorindustrie zoals General Electric, Rolls-Royce plc en Pratt & Whitney. Ook levert SKF kogellagers voor het Ferrari Formule 1-team en voor windturbines.
Van de omzet in 2013 werd zo'n 40% gerealiseerd in Europa. In zowel Azië als Noord-Amerika werd ongeveer een kwart van de totale omzet behaald. De laatste tien procent kwam door verkopen aan klanten in Latijns-Amerika.

### Activiteiten in België
SKF heeft twee vestigingen in België: in Evere en Tongeren.

### Activiteiten in Nederland
SKF is meer dan 100 jaar actief in Nederland. In 1913 kreeg ook Nederland een eigen verkoopmaatschappij annex handelskantoor, de Algemeene Nederlandsche Mij. van Kogellagers SKF te Amsterdam. De naoorlogse schaarste aan vakarbeiders in Zweden in combinatie met de groei van productie en afzet leidden in 1948 tot gesprekken tussen het Ministerie van EZ en de SKF. Dit leidde in 1950 tot het besluit tot een productievestiging in Veenendaal. Eind 1953 startte hier de productie. Die betrof tot 1972 complete lagers, vanaf 1972 beperkte de productie zich tot componenten. Dit onder de naam SKF Kogellagerindustrie BV, op de beurt onderdeel SKF BV. In 2002 verkocht AB SKF te productievestiging te Veenendaal met dan nog 360 medewerkers aan NN. Ball & Roller Division te Erwin. SKF behield in Nederland drie vestigingen. Het hoofdkantoor huisvest ook het wereldwijde Research & Technology Development Centre voor Onderzoek & Ontwikkeling. Van 1972 tot 2019 in Nieuwegein en daarna te Houten. Dit centrum telde in 1992 191 werknemers, toen er ontslagen vielen en het personeelsbestand terugging naar 158. Verder waren er in 2018 vestigingen in Ridderkerk en Enschede. In totaal werkten er bij SKF-Nederland toen 320 mensen. In 2025 waren de Nederlandse activiteiten geconcentreerd te Houten op de afdeling Marine Service te Barendrecht na.